# Kent
Kent Gıda (англ. Kent Gida) — одна з найбільших у Туреччині компаній з виробництва кондитерських виробів, зокрема гумок, цукерок, льодяників, драже, шоколаду та печива. Найбільш відома, як виробник жувальних гумок «Turbo» та «Love is...». На її потужностях Mondelez виробляє у Туреччині продукцію під брендами Bubblicious, Missbonbon, Tofy, Madlen, Snapped, Topitop, Missbon, Tofita, Tipitip, Olips, Milka, Oreo, Falim, First, Jelibon і Toblerone.
У 2013 році Kent Gıda стала однією з 500 найбільших компаній-експортерів Туреччини. Виробник входить до 500 кращих промислових підприємств у списку, підготовленому Промисловою палатою Стамбула.

## Історія
Компанія Kent Gıda була заснована в 1927 році, коли родина Тахінджоглу почала виробництво тахіні в Мардіні. У 1956 році вона переїхала до Стамбула і розпочала виробництво на сучасному заводі.
У 1960 році почалося виробництво жувальної гумки та цукерок.
Missbonbon в 1971 році, бренд ірисок Tofy в 1973 році, Tipitip з великою жуйкою і героями мультфільмів вперше в Туреччині в 1974 році, перший шоколад Madlen в 1980 році під назвою Madlen, того ж року цукерки о наповнювачем Olips, Topitop в 1986 році., а в 1987 році в Туреччині була представлена перша желейна цукерка Jelibon.
Kent Gıda, який отримав TSE та кваліфікаційний сертифікат виробництва у своїй галузі в 1990 році, став лідером сектору в Туреччині, першим виробником та експортером кондитерських виробів, жувальної гумки та шоколаду.

## Купівля
У 2002 році Cadbury купила більшість акцій Kent Gıda, а в 2007 році також купила Intergum і об’єднала дві компанії під керівництвом Kent Gıda. 
У 2010 році Cadbury була придбана Kraft Foods з глобальною операцією, і Kent Gıda перейшла у її власність.
У 2012 році Kraft Foods розділила свій основний харчовий бізнес і заснувала глобальну компанію з виробництва снеків під назвою Mondelēz International, якій стала підпорядковуватися Kent Gıda.